# Баррейрас (мікрорегіон)
Баррейрас (порт. Microrregião de Barreiras) — мікрорегіон в Бразилії, входить в штат Баїя. Складова частина мезорегіону Крайній захід штату Баїя. Населення становить 232 592 чоловік на 2005 рік. Займає площу 52 778,771 км². Густота населення — 4,4 чол./км².

## Склад мікрорегіону
До складу мікрорегіону включені наступні муніципалітети:
1. Баррейрас
2. Баянополіс
3. Католандія
4. Луїс-Едуарду-Магальяйнс
5. Ріашан-дас-Невіс
6. Сан-Дезідеріу
7. Формоза-ду-Ріу-Прету

| Бразилія | Це незавершена стаття з географії Бразилії. Ви можете допомогти проєкту, виправивши або дописавши її. |